# Loro (auteur)
Pour les articles homonymes, voir Loro et Laureau.
Jean-Marc Laureau, dit Loro, né le 6 janvier 1943 à Paris et mort le 3 juillet 1998 à Montpellier, est un dessinateur et scénariste de bandes dessinées, également photographe et illustrateur, principalement connu pour sa collaboration à l'hebdomadaire Pilote.
Au cinéma, il a collaboré au film César et Rosalie de Claude Sautet.

## Biographie
Loro a signé dans Pilote diverses histoires courtes, notamment celles mettant en scène le détective privé parodique Abel Dopeulapeul. Ami proche de Serge de Beketch — alors collaborateur de Pilote —, il dessine sur des scénarios de ce dernier l'une des premières séries d'heroic fantasy françaises en BD : Thorkaël, qui connaît deux albums. Le second tome sera même publié dans l'hebdomadaire BD, dirigé par Grange et Cavanna. Il signe également, dans Pilote, la série délicieusement érotique Sweet Délice. Son nom apparaît au générique des Cinq Dernières Minutes dans l'épisode Meurtre par la bande pour lequel il réalise planches et illustrations.
Il fut responsable de l'édition française de Creepy.
Il participa à la création de l'éphémère revue Tousse-Bourrin.
Les éditions Bédésup ont publié un recueil de ses dessins de presse sous le titre J'aime beaucoup ce que vous faites.
A la fin des années 1980, il installe son atelier à Céret dans les Pyrénées-orientales. Il publie des dessins commentant l'actualité politique dans le quotidien L'Indépendant. Dans les années 1990, n'ayant plus d'éditeurs, il se résout à contribuer à la presse d'extrême-droite et signe des dessins dans Minute. Collaborateur du journal Le Libre Journal de la France courtoise, il y dessine dans chaque numéro les aventures des chiens Tequici et Caramel commentant l'actualité, Tequici étant son chien et Caramel celui de Serge de Beketch.
Loro meurt le 3 juillet 1998 des suites d'une hépatite C.

## Publications
- Série Thorkaël (scénario Serge de Beketch) :

1. L'Œil du dieu (SERG,1976)
2. La Porte de Taï-Matsu (SERG, 1977)

- Série Abel Dopeulapeul :

1. Du vent dans les poils (Universal Press, 1976) (scénario Serge de Beketch pour une histoire)
2. Sale temps pour mourir (Dargaud, 1979)
3. Requiem pour un privé (Dargaud,1983)
4. Une soif pour la poire (Dargaud, 1985)
5. Calme plat à Vertu-les-Bains (Dargaud, 1985)

- Les Enquêtes de l'inspecteur beaugat (Dargaud, 1980) (scénario A.D.G.)
- Déboires d'outre-tombe (Éditions du Cygne, 1981)
- Déboires d'outre-tombe 2 (Éditions du Cygne, 1982)
- Sweet Delice (scénario de Céhem — Claude Moliterni — pour les premiers épisodes) (Éditions du Cygne, 1982)